# Giv‘at Ẕuf
Giv‘at Ẕuf (hebreiska: גבעת צוף, Giv‘at Tsuf) är en kulle i Israel.   Den ligger i distriktet Norra distriktet, i den norra delen av landet. Toppen på Giv‘at Ẕuf är 291 meter över havet.
Terrängen runt Giv‘at Ẕuf är huvudsakligen kuperad, men åt nordost är den bergig. Runt Giv‘at Ẕuf är det ganska tätbefolkat, med 90 invånare per kvadratkilometer. Närmaste större samhälle är Karmi'el, 1,8 km nordväst om Giv‘at Ẕuf. Omgivningarna runt Giv‘at Ẕuf är i huvudsak ett öppet busklandskap.